# بيضاء (ألبوم الشاب فضيل)
بيضاء (بالفرنسية : Baïda) هو أول ألبوم لمغني الراي الشاب فُضيل صدر في 28 أكتوبر 1997. حقق الالبوم أسطوانتين ذهبيين في فرنسا سنة 1999.

## النجاح
أمضى الألبوم 42 أسبوعًا في مخططات SNEP، حيث بيعت أكثر من 350.000 نسخة من الالبوم في فرنسا. تم ترشيحه لأفضل ألبوم تقليدي في جوائز الموسيقى الفرنسية السنوية (فيكتوار دو لاموزيك) لسنة 1998.

## قائمة الاغاني
1. أنتِ (4:25) Anti
2. الراي (3:35) Eray
3. احبك كثيرا (3:59) Tellement Je T'aime
4. قل لي (3:51) Dis-moi
5. عمري (4:40) Omri
6. الفالس (5:02) La Valse
7. بيضاء (4:05) Baïda
8. مسكين (3:34) Miskine
9. عبادو (4:24) Abadou
10. نسأل فيك (5:38) N'sel Fik
11. حياتي (5:16) Ma Vie
12. احبك كثيرا (هيب هوب ريمكس) (4:03) Tellement Je T'aime (Hip Hop Remix)
13. بيضاء (النسخة الشرقية) (5:04) (Baïda (Version Orientale